# Antonio Maria Ruffo
Antonio Maria Ruffo (Bagnara Calabra, 11 giugno 1687 – Bagnara Calabra, 22 febbraio 1753) è stato un cardinale italiano.

## Biografia
Antonio Maria Ruffo, nato a Bagnara, viene creato cardinale prima di essere ordinato presbitero. Riceverà l'ordinazione solo nel 1744, un anno dopo la sua elevazione al cardinalato.

## Ascendenza
|                                                       |                                         |                                                | Genitori                                                  |  |  | Nonni |  |  | Bisnonni                            |  |  | Trisnonni                      |  |
|                                                       |                                         |                                                |                                                           |  |  |       |  |  | Francesco Ruffo, II duca di Bagnara |  |  | Carlo Ruffo, I duca di Bagnara |  |
|                                                       |                                         |                                                |                                                           |  |  |       |  |  | Francesco Ruffo, II duca di Bagnara |  |  | Carlo Ruffo, I duca di Bagnara |  |
|                                                       |                                         | Antonia Spadafora                              |                                                           |  |  |       |  |  | Francesco Ruffo, II duca di Bagnara |  |  |                                |  |
| Carlo Ruffo, III duca di Bagnara                      |                                         |                                                |                                                           |  |  |       |  |  | Francesco Ruffo, II duca di Bagnara |  |  |                                |  |
|                                                       |                                         | Guiomara Ruffo di Santa Severina               | Vincenzo Ruffo, signore di Santa Severina                 |  |  |       |  |  |                                     |  |  |                                |  |
|                                                       |                                         | Guiomara Ruffo di Santa Severina               | Vincenzo Ruffo, signore di Santa Severina                 |  |  |       |  |  |                                     |  |  |                                |  |
|                                                       |                                         | Guiomara Ruffo di Santa Severina               | Maria Ruffo, II principessa di Scilla                     |  |  |       |  |  |                                     |  |  |                                |  |
| Francesco Ruffo, II principe della Motta San Giovanni |                                         | Guiomara Ruffo di Santa Severina               |                                                           |  |  |       |  |  |                                     |  |  |                                |  |
|                                                       |                                         | Gregorio Boncompagni, II duca di Sora          | Gregorio Boncompagni, I duca di Sora                      |  |  |       |  |  |                                     |  |  |                                |  |
|                                                       |                                         | Gregorio Boncompagni, II duca di Sora          | Gregorio Boncompagni, I duca di Sora                      |  |  |       |  |  |                                     |  |  |                                |  |
|                                                       |                                         | Gregorio Boncompagni, II duca di Sora          | Costanza Sforza di Santa Fiora                            |  |  |       |  |  |                                     |  |  |                                |  |
| Costanza Boncompagni                                  |                                         | Gregorio Boncompagni, II duca di Sora          |                                                           |  |  |       |  |  |                                     |  |  |                                |  |
|                                                       |                                         | Eleonora Zapata                                | Juan Bautista Zapata y Cisneros                           |  |  |       |  |  |                                     |  |  |                                |  |
|                                                       |                                         | Eleonora Zapata                                | Juan Bautista Zapata y Cisneros                           |  |  |       |  |  |                                     |  |  |                                |  |
|                                                       |                                         | Eleonora Zapata                                | Caterina Brancia                                          |  |  |       |  |  |                                     |  |  |                                |  |
| Antonio Maria Ruffo                                   |                                         | Eleonora Zapata                                |                                                           |  |  |       |  |  |                                     |  |  |                                |  |
|                                                       | Ottavio II Lanza, II principe di Trabia | Lorenzo I Lanza, III conte di Mussomeli        |                                                           |  |  |       |  |  |                                     |  |  |                                |  |
|                                                       | Ottavio II Lanza, II principe di Trabia | Lorenzo I Lanza, III conte di Mussomeli        |                                                           |  |  |       |  |  |                                     |  |  |                                |  |
|                                                       | Ottavio II Lanza, II principe di Trabia | Elisabetta Barrese Colonna                     |                                                           |  |  |       |  |  |                                     |  |  |                                |  |
| Lorenzo II Lanza, V conte di Mussomeli                | Ottavio II Lanza, II principe di Trabia |                                                |                                                           |  |  |       |  |  |                                     |  |  |                                |  |
|                                                       |                                         | Giovanna Lucchese, II duchessa di Camastra     | Giacomo Lucchese, I duca di Camastra                      |  |  |       |  |  |                                     |  |  |                                |  |
|                                                       |                                         | Giovanna Lucchese, II duchessa di Camastra     | Giacomo Lucchese, I duca di Camastra                      |  |  |       |  |  |                                     |  |  |                                |  |
|                                                       |                                         | Giovanna Lucchese, II duchessa di Camastra     | Melchiorra Spinola                                        |  |  |       |  |  |                                     |  |  |                                |  |
| Giovanna Lanza                                        |                                         | Giovanna Lucchese, II duchessa di Camastra     |                                                           |  |  |       |  |  |                                     |  |  |                                |  |
|                                                       |                                         | Ignazio Moncada                                | Antonio d'Aragona Moncada de Luna, IV principe di Paternò |  |  |       |  |  |                                     |  |  |                                |  |
|                                                       |                                         | Ignazio Moncada                                | Antonio d'Aragona Moncada de Luna, IV principe di Paternò |  |  |       |  |  |                                     |  |  |                                |  |
|                                                       |                                         | Ignazio Moncada                                | Juana de la Cerda y de la Cueva                           |  |  |       |  |  |                                     |  |  |                                |  |
| Luisa Moncada                                         |                                         | Ignazio Moncada                                |                                                           |  |  |       |  |  |                                     |  |  |                                |  |
|                                                       |                                         | Anna Maria Caetani, III principessa di Cassaro | Pietro Caetani, II principe di Cassaro                    |  |  |       |  |  |                                     |  |  |                                |  |
|                                                       |                                         | Anna Maria Caetani, III principessa di Cassaro | Pietro Caetani, II principe di Cassaro                    |  |  |       |  |  |                                     |  |  |                                |  |
|                                                       |                                         | Anna Maria Caetani, III principessa di Cassaro | Antonia Maria Saccano                                     |  |  |       |  |  |                                     |  |  |                                |  |
|                                                       |                                         | Anna Maria Caetani, III principessa di Cassaro |                                                           |  |  |       |  |  |                                     |  |  |                                |  |